# Boven Bolivia
Boven Bolivia – mała osada (nederzetting) na wyspie Bonaire, w Holandii Karaibskiej. Położona na wschodnim wybrzeżu wyspy.